# Зайцев, Алексей Игоревич
Алексей Игоревич Зайцев (10 октября 1958, Улан-Удэ — 25 ноября 2015, Рюэй-Мальмезон) — русский поэт, прозаик.

## Биография
Родился в 1958 году в Улан-Удэ. Родители-москвичи родили сына в командировке и вернулись в Москву, когда Зайцеву исполнилось два месяца.
С 1966 по 1973 учился в Школе-интернате №38 с углублённым изучением английского языка (Москва, улица Оршанская, д. 14, ныне Московский дипломатический кадетский корпус №11). С 1973 по 1974 — в Московском театрально-художественном техническом училище. 
С 1974 по 1978 — в Московском педагогическом училище №1 имени К.Д.Ушинского, где освоил игру на домре и балалайке. С 1987 по 1992 — в Литературном институте им. А.М. Горького. Член Союза писателей СССР. 
До перестройки работал пастухом и экскурсоводом в картинной галерее (Таруса), сторожем в медицинском училище, маляром на автобазе, учителем, истопником (Москва), художником-оформителем (Москва, Казахстан), лесорубом (Жилой Бор), взрывником (Братск), с середины 80-х журналистом, редактором. С 1988 по 1990 редактор в журнале «Детская литература». С 1990 по 1992 зам. главного редактора журнала «Советский школьник». С 1991 по 1992 зав. отделом поэзии журнала «Огонёк». Публиковался с 1979 (самиздатский журнал «Поиски», затем альманах «Тёплый стан», журнал «Огонёк»).
Остался во Франции в 1992. Был принят русской эмиграцией на Радио «Свобода» и на «Радио Франс Интернасьональ». Изучал теологию в  Свято-Сергиевском православном богословском институте в Париже и кулинарию в Дижонской кулинарной школе в Шевиньи-Сен-Совёр. Зарабатывал игрой на балалайке в ресторанах, переводами, репетиторством. Публиковался в журналах «Континент» и «Русская мысль». Работал судебным переводчиком, поваром. Был чемпионом города Шатийон-сюр-Сен в стрельбе из пистолета.

## Публикации
- 1979 — «Письмо в редакцию» в свободном московском журнале «Поиски»[6]
- С 1984 — стихи и сценарии для детей, рассказы, переводы детской литературы, занимался литературной критикой в журналах «Знамя», «Литературная учёба», «Мурзилка», «Вожатый», «Советский школьник», «Детская литература»

Стихи:
- 1988 — «Огонёк», № 33
- 1992 — «Континент», 1992, № 2, С.160—163
- 1993 — сборник «Проводы Времени» (Стихотворения 1975—1991 гг.), Париж, изд-во La Préférence
- 1997, 2007 — портал «Русский переплёт»[7]
- 1998 — литературный альманах «Теплый стан», Москва
- 2011 — «Иерусалимский журнал», № 37[8]
- 2012 — «Литературная газета» № 30 (6378), 25 июля 2012[9]
- 2015 — Подборка стихов опубликована в книге  Андрея Саломатова «Парамониана»[10]
- 2017 — Иерусалимский журнал, № 55[11]
- 2017 — Сборник стихов «Звёздам стало одиноко». Составитель Григорий Кружков. Предисловие Дины Рубиной. Москва: Кругъ. ISBN 978-5-7396-0400-2
- 2018 — Интерпоэзия, № 1. Вступительное слово Игоря Иртеньева[12]

## Отзывы
В журнале «День и ночь», а также в послесловии к сборнику стихов Зайцева «Звёздам стало одиноко» приведены в том числе следующие отзывы:
Григорий Кружков:
«За каждой строчкой стоит именно он, со своим лицом, своей неповторимой интонацией»
Вилли Брайнин:
«Лёша был прежде всего замечательным, тонким поэтом»
Андрей Саломатов:
«из стихов Лёши Зайцева можно сложить картину мира, в котором он жил»
Юрий Беликов пишет в «Литературной газете»: 
«...Русский поэт Алексей Зайцев, никогда не забывавший в Париже об Иване Великом и Василии Блаженном, давно для себя разграничил, „что Великий поближе к солнцу, но Блаженный — милее сердцу“»